# Pas Poshteh
Pas Poshteh (persiska: پس پشته) är en ort i Iran.   Den ligger i provinsen Khorasan, i den nordöstra delen av landet, 700 km öster om huvudstaden Teheran. Pas Poshteh ligger 1 280 meter över havet och antalet invånare är 506.
Terrängen runt Pas Poshteh är platt åt sydväst, men åt nordost är den kuperad.Runt Pas Poshteh är det ganska glesbefolkat, med 35 invånare per kvadratkilometer. Närmaste större samhälle är Gajvān, 19,3 km sydost om Pas Poshteh. Omgivningarna runt Pas Poshteh är i huvudsak ett öppet busklandskap.